# Kościół Matki Bożej Bolesnej w Oborach

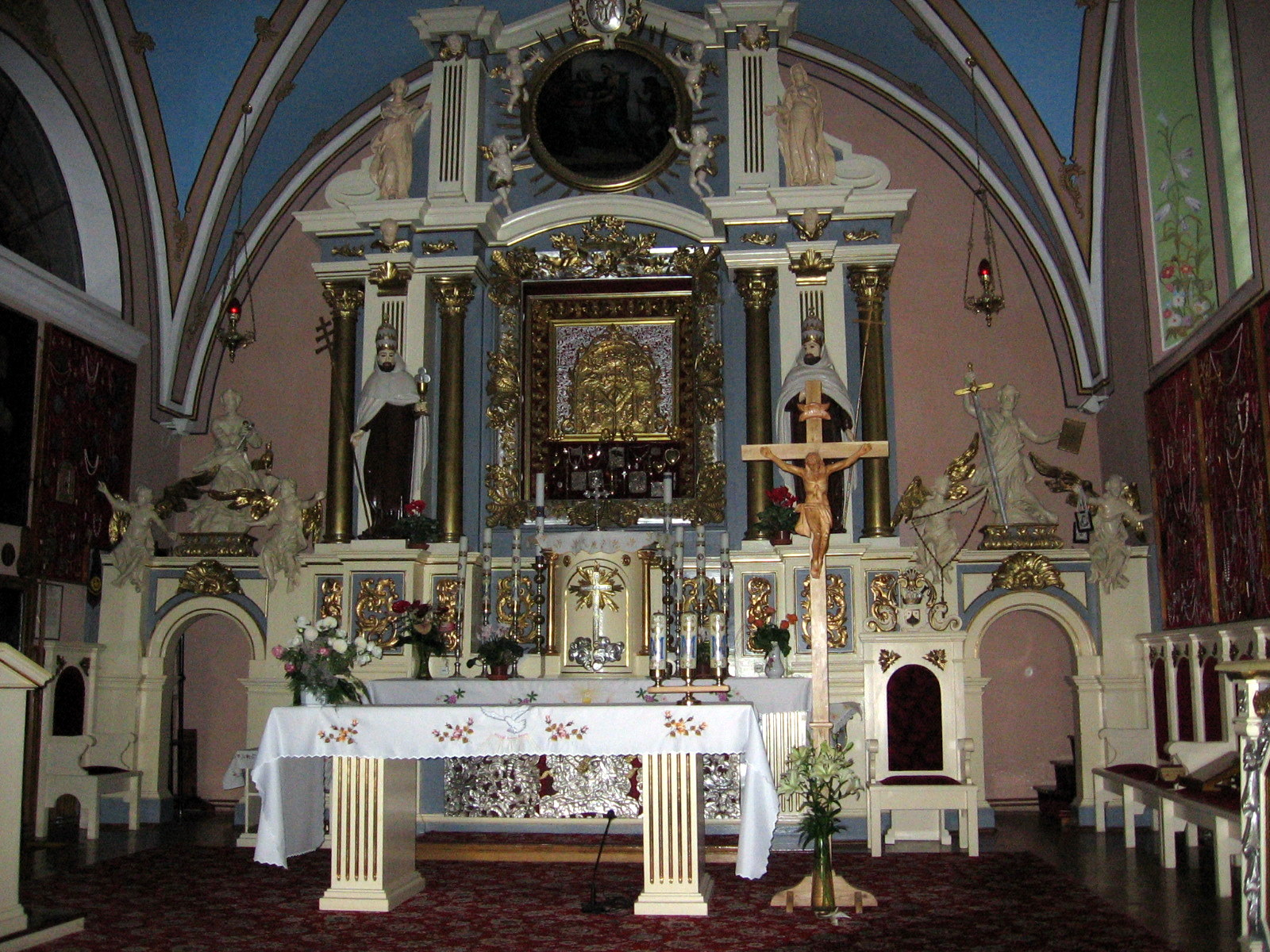
Ołtarz w Sanktuarium

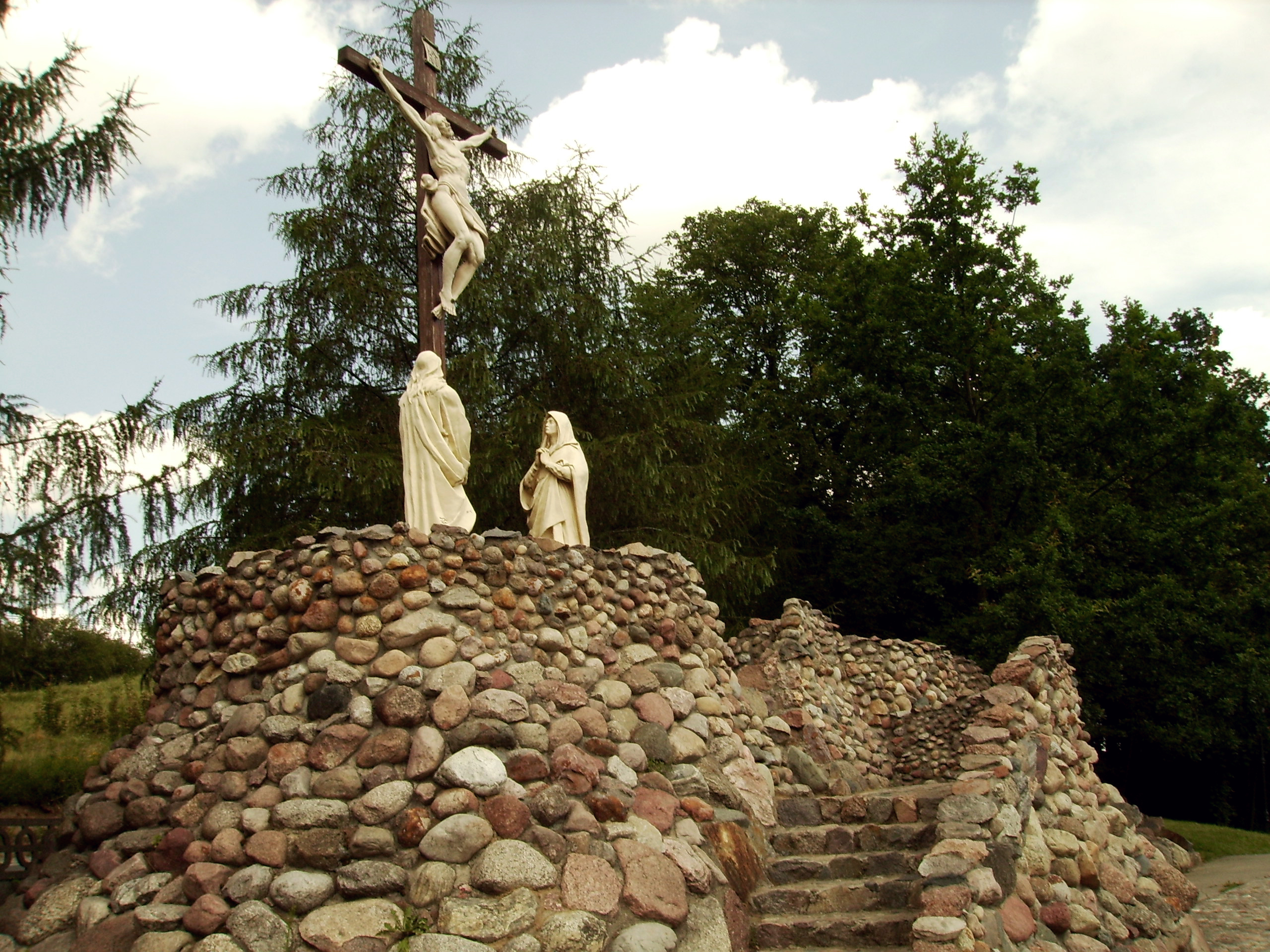
Golgota w Oborach

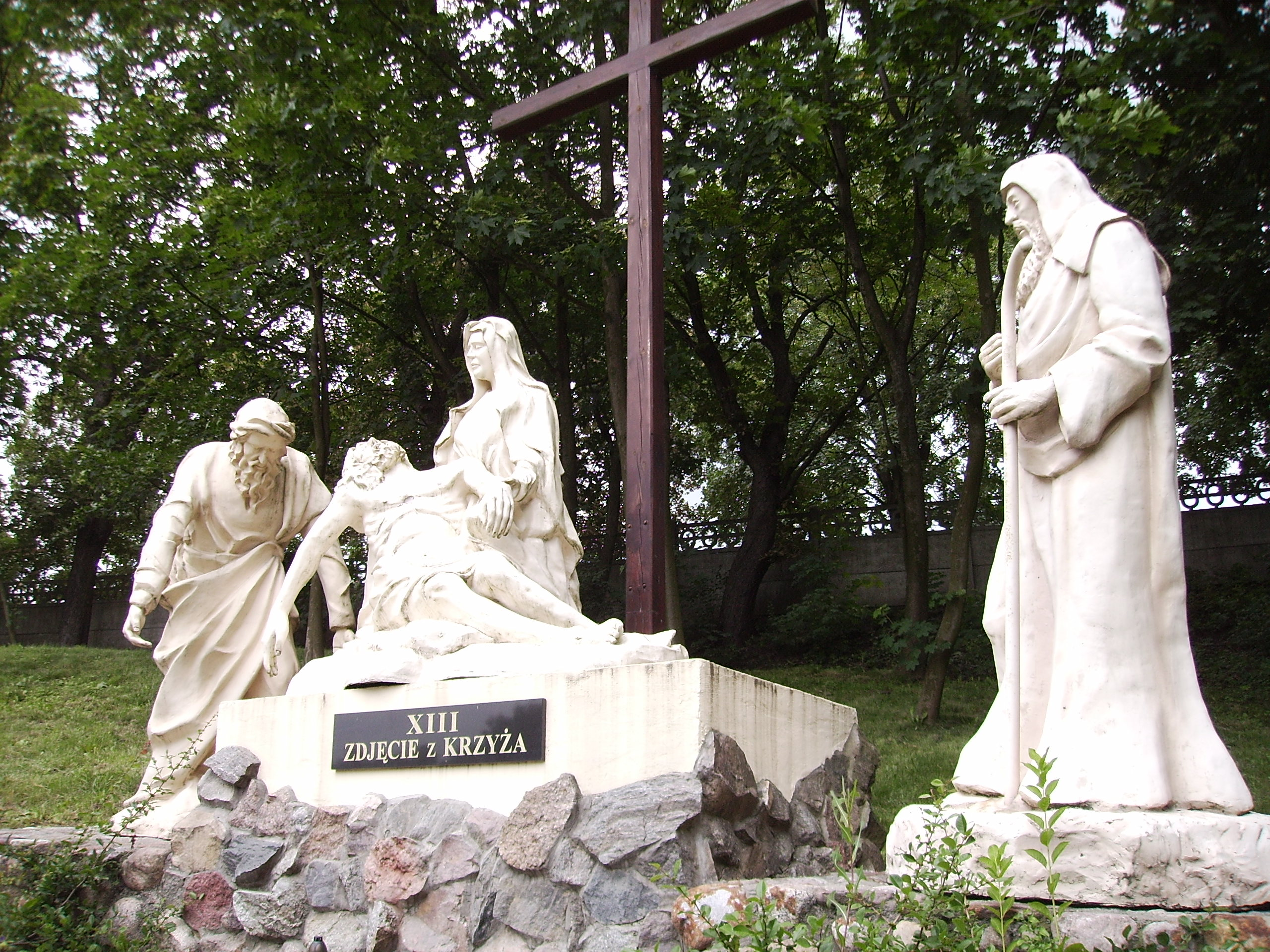
Jedna ze stacji Kalwarii Oborskiej

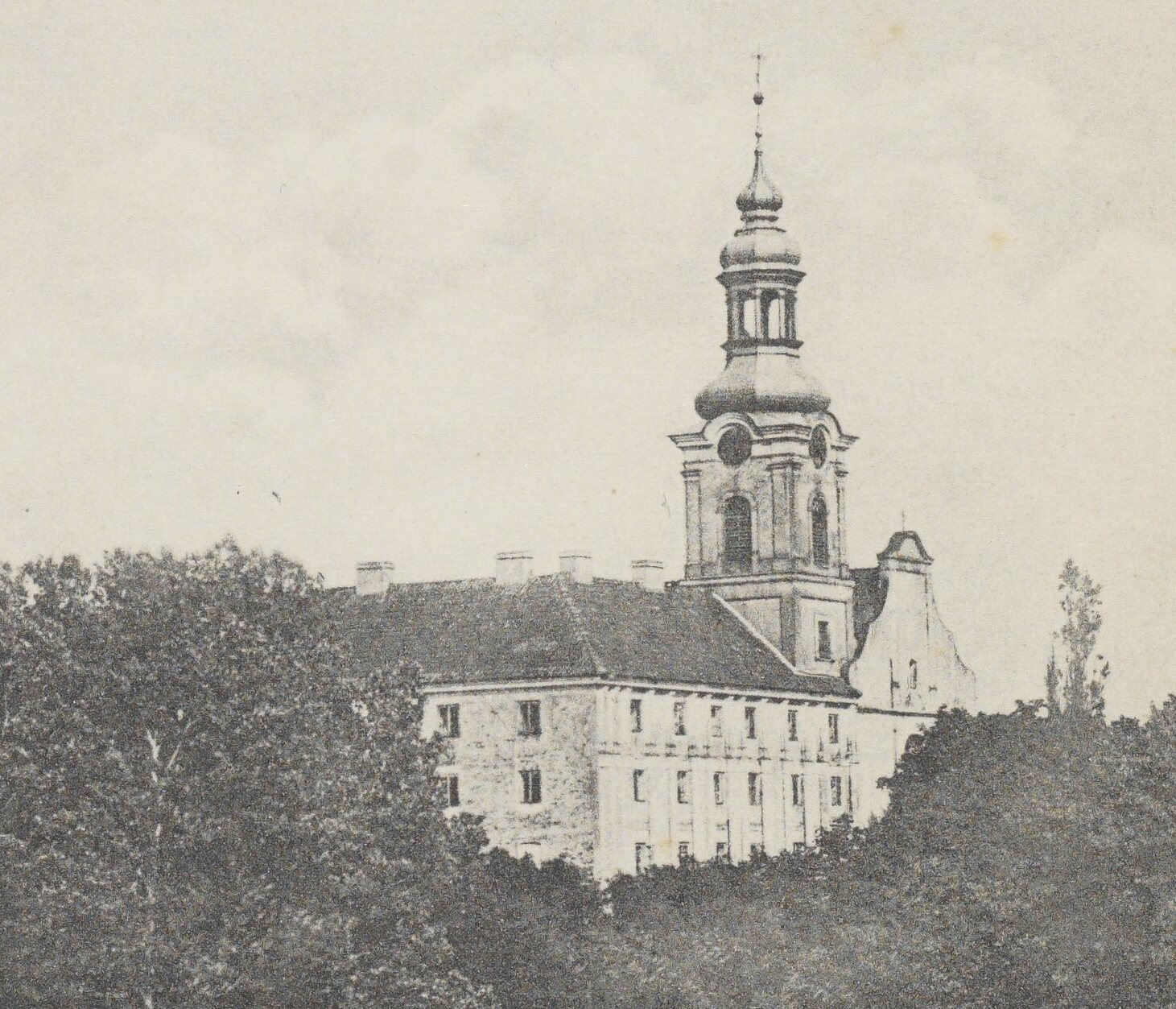
Widok klasztoru przed 1908

Kościół Matki Bożej Bolesnej w Oborach – kościół katolicki, karmelitańskie sanktuarium maryjne położone w Oborach.

## Położenie
Kościół położony jest we wsi Obory, w województwie kujawsko-pomorskim, w powiecie golubsko-dobrzyńskim, na terenie gminy Zbójno. Pod względem geograficznym usytuowany jest w pobliżu jezior Oborskiego i Wojnowskiego, w północnej części Pojezierza Dobrzyńskiego. Ze względu na wysokie wzgórza panujące nad okolicą oraz urozmaicenie terenu obszar ten nazywany jest „Szwajcarią Dobrzyńską”.

## Historia
Obory to stara wieś rycerska w ziemi dobrzyńskiej o metryce średniowiecznej, wchodząca w dobie rozbiorów Polski w skład Cesarstwa Rosyjskiego. Od 1599 roku Obory należały do dóbr Łukasza i Anny z Galemskich Rudzowskich. W 1605 roku małżeństwo Rudzowskich postanowiło wnieść w swej majętności kościół i osadzić go zakonnikami. Fundatorzy kościoła wybrali karmelitów konwentu bydgoskiego. Pod budowę klasztoru przeznaczyli szczyt najwyższego wzniesienia w okolicy zwane Grodzisko (dzisiaj: Kalwaria). 
W roku 1608 fundację Rudzowskich potwierdził papież Paweł V. Po śmierci fundatora Łukasza Rudzowskiego spłonęła pierwotna fundacja klasztorna. 17 czerwca 1617 r. żona fundatora Anna zawarła z karmelitami bydgoskimi nową umowę, na mocy której oddała im połowę dóbr Obory. Jednocześnie zobowiązała ich do odbudowania klasztoru i kościoła w ciągu 10 lat. 
Po śmierci fundatorki zakonnicy przystąpili do odnowy kościoła. Rozbudowano i wymieniono drewniane konstrukcje na murowane, natomiast kolejne etapy prac ciągnęły się od roku 1627 aż do końca XVIII wieku. W 1642 roku zakończono budowę murowanej nawy, która została dobudowana do drewnianego kościółka. W latach 90. XVII wieku biskup Ludwik Tolibowski, sufragan płocki, dokonał konsekracji kościoła pod wezwaniem Nawiedzenia Najświętszej Marii Panny. W 1694 roku ukończono nowe, dwuprzęsłowe prezbiterium z cegły, natomiast w 1747 roku przy jego północnej ścianie dobudowano kwadratową zakrystię. W latach 1748–1749 budowę kościoła ukoronowała wzniesiona barokowa, trójkondygnacyjna, czworoboczna wieża o wysokości 45 m, która na trwałe wpisała się w pejzaż okolicy. W 1740 r. zbudowano również kaplicę Opatrzności Bożej fundacji Juliusza Dziewanowskiego.
19 czerwca 1741 r. karmelici oborscy przystąpili do budowy murowanego, dwupiętrowego budynku klasztornego w kształcie węgielnicy. Zabudowania kościoła i klasztoru stworzyły czworobok, którego dwie strony – północną i zachodnią stanowił klasztor, wschodnią – zakrystia, południową zaś – kościół. Oficjalnie budowę zakończono 7 maja 1753 roku. Wewnątrz zamkniętego czworoboku usytuowany został wirydarz.
Latem 1824 w Oborach przebywał i grał na organach Fryderyk Chopin. Przypomina o tym tablica ufundowana w 1999 r. przez prof. Mirosława Krajewskiego pod chórem muzycznym oraz popiersie kompozytora w przejściu na dziedziniec klasztorny.
Łaskami słynąca figura Matki Bożej Bolesnej od wieków była przedmiotem szczególnej czci. Zajmowali się Nią teologowie, historycy i poeci. Na cześć MB Bolesnej w Oborskim wizerunku powstawały utwory poetyckie, ostatnio zebrane i wydane w specjalnym wydawnictwie. 
Z Oborami wiąże się posługa ojca Wincentego Józefa Kruszewskiego (1843-1922), który zmarł w Oborach w opinii  świętości i został pochowany w krypcie grobowej pod kościołem. W 2022 r. obchodzona była uroczyście setna rocznica jego śmierci.

## Architektura i wyposażenie
Obiekt sakralny znajdujący się w Oborach jest bardzo zróżnicowany architektonicznie. W nawie zastosowano sklepienie pozorne w łuku odcinkowym, natomiast w prezbiterium – kolebkowe z lunetami. Chór pochodzi z drugiej połowy XVIII wieku. Nad zakrystią znajduje się loża, w której umieszczono rokokową balustradę. Fasada kościoła jest jednoosiowa. Nad wejściem głównym znajduje się tablica wykonana z czerwonego marmuru z datą rzymską MDCCXCV (1795), odnosząca się do wykonania elewacji frontowej. Barokowo-rokokowe wyposażenie kościoła pochodzi z XVII i XVIII wieku.
Przed wejściem znajduje się barokowa brama z 1756 roku, a w niej Pietà i rzeźby dwóch świętych. 

### Ołtarze

#### Ołtarz główny
Ołtarz główny powstał w 1696 roku i był dwukrotnie przekształcany w następnym stuleciu. Tabernakulum pochodzi z połowy XVIII wieku. Główną ozdobą kościoła jest znajdująca się w polu środkowym ołtarza głównego rzeźba Matki Bożej Bolesnej (Pietà) – wykonana z drewna lipowego i pokryta polichromią figura o wymiarach 64,5 x 42 cm. Została wykonana prawdopodobnie na początku XV wieku przez biegłego w sztuce karmelitę z konwentu bydgoskiego i już w tym mieście uznana za cudowną. Została przywieziona w 1605 r. z kościoła karmelitów w Bydgoszczy i pozostała już w Oborach na stałe, mimo podejmowanych przez bydgoskich karmelitów prób jej odzyskania. 18 lipca 1976 roku kard. Stefan Wyszyński dokonał jej uroczystej koronacji, od tego momentu nazywana jest Patronką Ziemi Dobrzyńskiej.

#### Ołtarz prawy
Po prawej stronie przy prezbiterium znajduje się barokowy ołtarz boczny z końca
XVII wieku, w którym znajdują się rzeźby świętych: proroka Eliasza i św. Teresy z Avila, a w kondygnacji górnej – świętych: Jadwigi i Elżbiety oraz dwóch biskupów. W środkowym polu ołtarza znajduje się kopia barokowego obrazu – neapolitańskiej Madonny del Carmine, Matki Bożej Szkaplerznej, z końca XVII wieku. Obraz został sprowadzony z Poznania w 1719 roku. Na zasuwie znajduje się obraz Matki Boskiej Niepokalanie Poczętej z przełomu XVIII i XIX stulecia.

#### Ołtarz lewy
Po lewej przy wejściu do prezbiterium znajduje się późnobarokowy ołtarz z połowy
XVIII wieku. Umieszczono w nim figury świętych: św. Teresy z Avila i św. Barbary. W górnej części ołtarza usytuowano obraz przedstawiający Koronację Matki Boskiej, przypuszczalnie namalowany przez Feliksa Bąkiewicza około 1840 roku, natomiast w środkowym polu znajduje się barokowy obraz św. Józefa z Dzieciątkiem z pierwszej połowy XVIII wieku. Na zasuwie umieszczona została kopia z Rafaela Santi przedstawiająca Zaślubiny Marii z Józefem. 

#### Inne ołtarze
Przy wejściu do kaplicy Opatrzności Bożej, przy prawej ścianie nawy usytuowany został XVIII-wieczny ołtarz z rzeźbami proroków Eliasza i jego ucznia Elizeusza. Naprzeciw niego znajduje się kolejny, rokokowy ołtarz z obrazem św. Antoniego Padewskiego z objawiającym się mu Dzieciątkiem. W górnej jego części znajduje się obraz św. Barbary z połowy XVIII wieku. Na ścianie południowej umieszczono XVIII-wieczny ołtarzyk rokokowy św. Rocha, zaś na ścianie północnej ołtarz rokokowy z połowy XVIII wieku, z obrazem Jana Nepomucena.
W kaplicy znajduje się ołtarz Opatrzności Bożej, pochodzący z 1740 r. W środkowej części znajduje się Oko Opatrzności Bożej, a w górnej kondygnacji rzeźba przedstawiająca komunię świętych Anioła i Onufrego. Całość wieńczy kartusz z herbem rodziny Dziewanowskich, po bokach którego umieszczono figury świętych Józefa i Antoniego.

### Stalle
W skład wyposażenia kościoła wchodzą dwie rokokowe stalle z połowy XVIII wieku. Umieszczone w prezbiterium, ozdobione są malowidłami i popiersiami świętych i błogosławionych związanych z zakonem karmelitów.

### Pozostałe wyposażenie
W nawie ustawione są rzeźbione, rokokowe, dębowe ławy z 2. połowy XVIII wieku. Wśród bogatego wyposażenia kościoła uwagę zwracają także cztery barokowe rzeźby aniołów z XVIII wieku, rzeźba Zmartwychwstałego oraz krucyfiks z połowy XVIII wieku. W nawie znajdują się płyty nagrobne i epigraficzne kolatorów klasztoru i kościoła.
W krużgankach klasztornego przyziemia, a także w niektórych pomieszczeniach na piętrze znajduje się galeria portretów zakonników karmelitańskich i świętych pochodzących z 2. połowy XVIII wieku. W klasztorze znajduje się barokowy obraz Matki Bożej z Rokitna Wielkiego z XVIII wieku, a także płaskorzeźba Piety z przełomu XVII – XVIII wieku. W dolnym krużganku występują sedilia – wnęki w ścianach, służące dawniej do siedzenia zakonnikom żyjącym w ostrzejszej regule zakonnej.

## Kalwaria

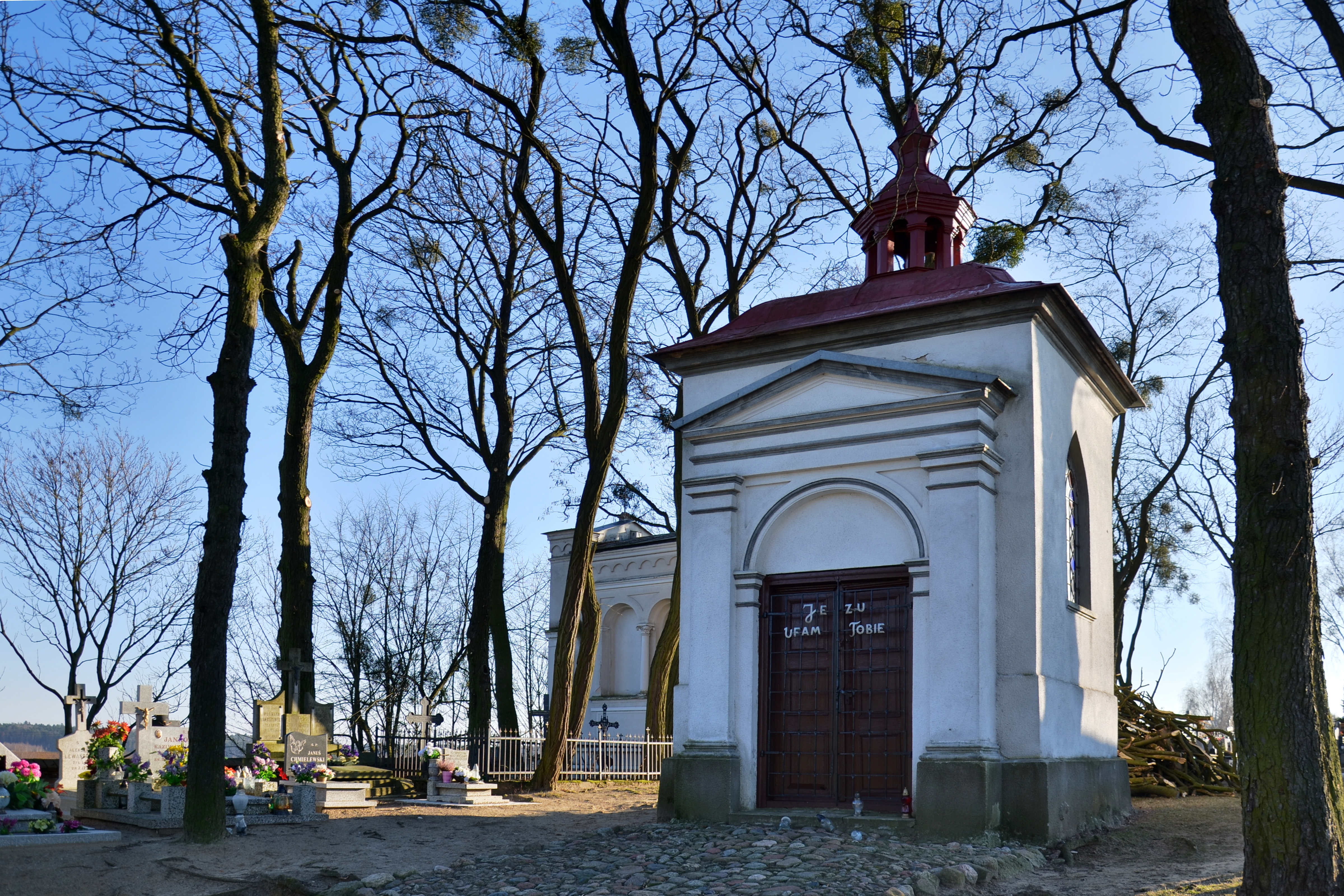
Kalwaria, kaplica Krzyża Świętego

Nieopodal kościoła i klasztoru wznosi się wzgórze, zwane niegdyś Grodziskiem, na którym znajduje się obecnie stary cmentarz parafialny. Na szczyt cmentarnego wzgórza prowadzą schody, ułożone w połowie XIX wieku z polnych kamieni, zachowane do dziś.
W 1686 roku Jakub Suski zbudował murowaną kaplicę pw. Krzyża Świętego, w której umieszczono figurę ukrzyżowanego Chrystusa. Kaplica została przebudowana w połowie XIX wieku i stanowiła zaczątek tzw. „Kalwarii Oborskiej”.
 Tutaj znajdują się dwie katakumby (południowa i zachodnia) z pochówkami zacnych obywateli Ziemi Dobrzyńskiej i miejscowych zakonników oraz kaplica grobowa rodziny Borzewskich herbu Lubicz, gdzie pochowano m.in. Antoniego Borzewskiego, ofiarę najazdu bolszewickiego w dniu 16 sierpnia 1920 r.